# Zuckerhut (Pflanze)

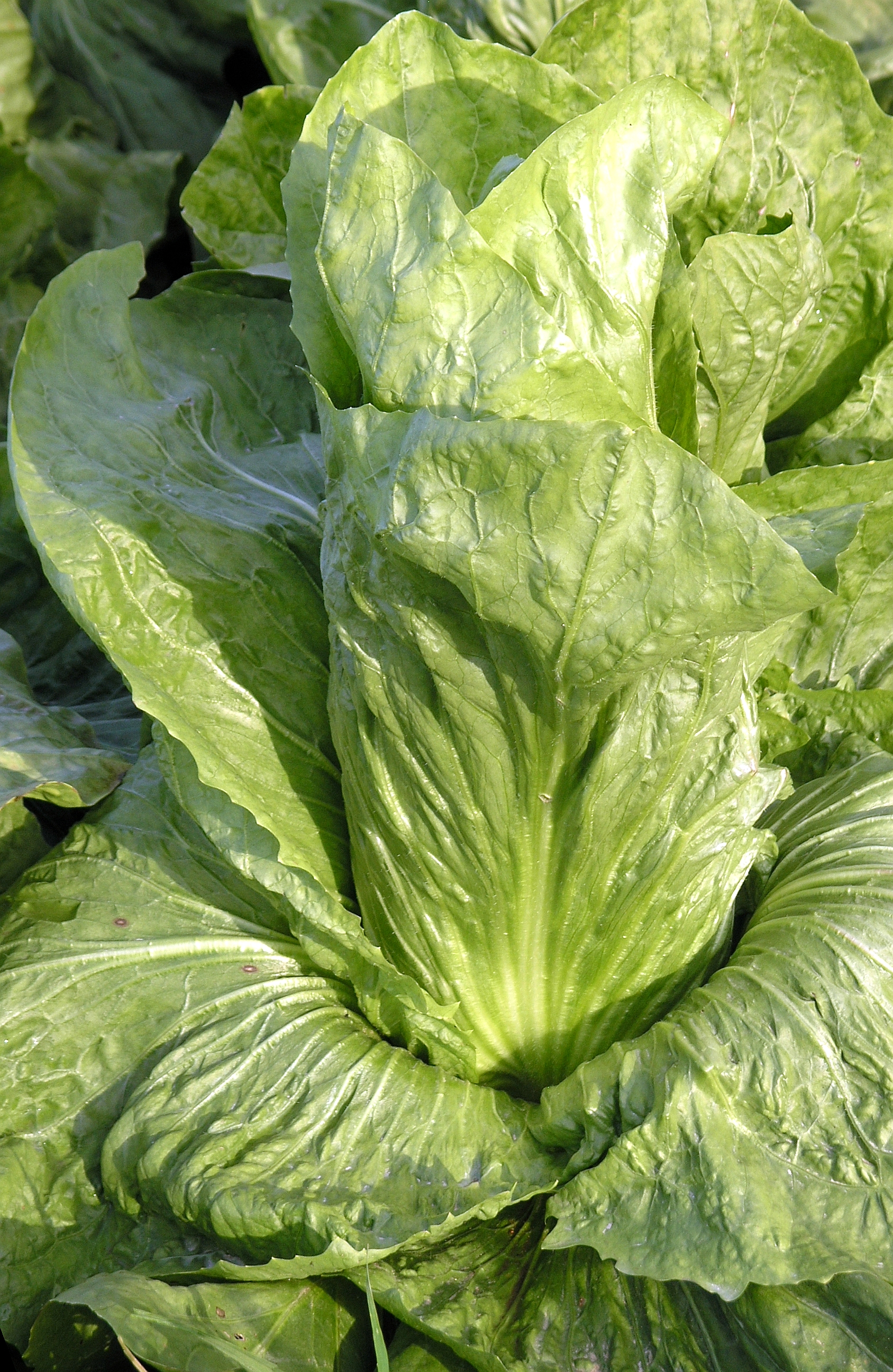
Zuckerhut

Zuckerhut (italienisch Pan di Zucchero, englisch Sugar Loaf, französisch Chicorée Pain De Sucre), auch Fleischkraut genannt, ist eine Form der Zichorie (Cichorium intybus var. foliosum; hier mit dem Zusatz f. cylindricum). Der Name Zuckerhut stammt von der Wuchsform, die einem Zuckerhut ähnelt, hat jedoch nichts mit dem Geschmack zu tun. Er bildet längliche, lockere Köpfe, vergleichbar mit Römersalat, auch als Bindesalat bekannt. Weitere Namen sind Herbstzichorie, Herbstchicorée.

## Herkunft und Verbreitung
Ursprünglich kommt diese Zichorie aus Italien, Südfrankreich, Österreich und dem Tessin. Heute wird er auch in ganz Frankreich, Süddeutschland und der ganzen Schweiz angebaut. Vor allem Italien exportiert dieses Gemüse stark.

## Beschreibung
Zuckerhut bildet zuerst eine Blattrosette, dann einen länglichen, gut geschlossenen, festen Kopf. Die Blätter sind matt hellgrün bis hellgelb, groß und länglich oval. Das Tausendkorngewicht beträgt 1,1–1,5 g. Das Saatgut ist 3–4 Jahre lagerfähig.

## Anbau und Ernte
Produziert wird das Fleischkraut in größeren Mengen wie auch Endivie zum Herbst und Winter hin. Dazu benötigt er keine besonderen Böden oder spezielles Klima. Vor Mitte bis Ende Juni sollten Sorten aus früheren Jahren nicht gesät werden, weil Zuckerhut sonst zum Schossen neigt. Mit den heutigen Hybriden, die deutlich schossfester sind, kann auch ein Ganzjahresanbau ab Ende März erfolgen. Wird deutlich später gesät, bleibt die Kultur im Ertrag zurück und der Geschmack wird bitterer sein. Gepflanzt wird der Salat mit zehn Pflanzen/m² auf Abstände von 38 × 28 cm oder 33 × 30 cm. Zuckerhut kann bis November geerntet werden, weil er Temperaturen von −4 °C und kälter toleriert. Die Aufbewahrung geschieht in klimakontrollierten Lagern in Kisten oder mit Wurzeln eingeschlagen aufrecht dicht an dicht mit Zwischenlagen von nicht ganz trockener Erde oder Sand. Fleischkraut ist saisonal im Angebot der Einzelhandelsketten und wird dann z. B. aus Rheinland-Pfalz während der Zeit vom 15. Oktober bis 31. Dezember geliefert.

## Krankheiten und Schädlinge
Zuckerhut leidet am meisten durch Blattläuse, die die Blätter ab Mai durch ihre Saugtätigkeit schädigen. Gelegentlich findet sich die Salatwurzellaus, die an der Wurzel saugt und die Pflanze zum Welken bringt. Grauschimmel kommt das ganze Jahr über als Schwächeparasit vor, wenn die Pflanze verletzt wurde. Verletzungen können durch Starkregen, Hagel oder einfach durch Kulturarbeiten erfolgen. Echter Mehltau ist ein „Schönwetterpilz“, der besonders bei schöner und trockener Witterung wächst. Bei kühleren nassen Bedingungen im Herbst werden die Blätter vermehrt von Alternaria beeinträchtigt, was zu Blattflecken führt und die Qualität für den Verkauf verringern. Braunes Randen der Blätter wird durch unregelmäßige Wasserversorgung verursacht.

## Inhaltsstoffe
Ernährungsphysiologisch sind sie mit denen von Endivien und Chicorée vergleichbar. Die Pflanze enthält ebenfalls den Bitterstoff Lactucopikrin.

## Verwendung
Zuckerhut war in der Vergangenheit ein typisches Lagergemüse, das für „frischen“ Salat im Winter sorgte. Die Köpfe können wie Chinakohl quer geschnitten werden, wodurch dann dünne Streifen entstehen. Auch zum Gratinieren und Kochen ist er wie Chicorée geeignet. Möchte man die Bitterkeit des Aromas mindern, legt man die Blätter in lauwarmes Wasser ein oder verwendet reifere Köpfe. Die Haltbarkeit ist besser als die der Endivien.